# Dècada del 630
La dècada del 630 comprèn el període que va des de l'1 de gener del 630 fins al 31 de desembre del 639.

## Personatges destacats
- Mahoma, profeta de l'islam
- Heracli
- Isdigerdes III
- Isidor de Sevilla